# West Frankfort
West Frankfort is een plaats (city) in de Amerikaanse staat Illinois, en valt bestuurlijk gezien onder Franklin County.

## Demografie
Bij de volkstelling in 2000 werd het aantal inwoners vastgesteld op 8196. In 2006 is het aantal inwoners door het United States Census Bureau geschat op 8316, een stijging van 120 (1,5%).

## Geografie
Volgens het United States Census Bureau beslaat de plaats een oppervlakte van 12,3 km², geheel bestaande uit land. West Frankfort ligt op ongeveer 132 m boven zeeniveau.

## Plaatsen in de nabije omgeving
De onderstaande figuur toont nabijgelegen plaatsen in een straal van 12 km rond West Frankfort.